# 科辣黑、达堂和阿彼兰受罚
《科辣黑、达堂和阿彼兰受罚》（可拉之子的惩罚）是意大利文艺复兴画家桑德罗·波提切利的一幅 湿壁画，绘制于1480至1482年，位于梵蒂冈的西斯汀小堂。